# Nogometno središte Đakovo
Nogometno središte Đakovo osnovano je odlukom Županijskog nogometnog saveza Osječko-baranjske županije, te je registrirano kao udruga i ima status pravne osobe.
U NS Đakovo udruženo je 37 nogometnih klubova s područja bivše općine Đakovo te dvije strukovne organizacije: Komisija sudaca i Komisija trenera.

## Članovi:
1. NL 2023./24.: 

- NK Zrinski Osječko 1664

3. NL Istok 2022./23.: 

- HNK Đakovo-Croatia

MŽNL Osijek – Vinkovci 2023./24.: 

- NK Mladost Satnica Đakovačka

1. ŽNL Osječko-baranjska 2023./24.: 

- NK Dračice Đakovo
- NK Omladinac Josipovac Punitovački
- ŠNK Ratar Piškorevci
- NK Torpedo Kuševac
- NK Hajduk Široko Polje

2. ŽNL Osječko-baranjska NS Đakovo 2022./23.: 

- NK Budućnost Gorjani
- NK Dinamo Trnava
- HOŠK Gašinci
- NK Jedinstvo Forkuševci
- NK Kešinci
- NK Mladost Ivanovci Gorjanski
- NK Omladinac Selci Đakovački
- NK Polet Semeljci
- NK Slavonija Budrovci
- NK Slavonija Punitovci
- NK Sloga Koritna
- NK Šokadija Strizivojna
- NK Vinogradar Mandićevac

Liga NS Đakovo 2022./23.: 

- NK Dinamo Tomašanci
- NK Mladost Lapovci
- NK Naprijed Mrzović
- NK Radnički Viškovci
- NK Radnik Vrbica
- NK Rekord Kondrić
- NK Slavonac Đurđanci
- NK Slavonac Preslatinci
- NK Slavonac Slatinik Drenjski
- NK Velebit Potnjani
- NK Vučevci
- NK Zrinski Drenje

Klubovi u stanju mirovanja: 

- NK Bračevci
- NK Dilj Levanjska Varoš
- NK Kućanci Kućanci Đakovački
- NK Mladost Paljevina

| Nogometna središta Županijskog nogometnog saveza Osječko-baranjske županije           | Nogometna središta Županijskog nogometnog saveza Osječko-baranjske županije |
| ------------------------------------------------------------------------------------- | --------------------------------------------------------------------------- |
|                                                                                       |                                                                             |
| NS Beli Manastir • NS Donji Miholjac • NS Đakovo • NS Našice • NS Osijek • NS Valpovo |                                                                             |

| Nogometna središta Županijskog nogometnog saveza Osječko-baranjske županije           | Nogometna središta Županijskog nogometnog saveza Osječko-baranjske županije |
| ------------------------------------------------------------------------------------- | --------------------------------------------------------------------------- |
|                                                                                       |                                                                             |
| NS Beli Manastir • NS Donji Miholjac • NS Đakovo • NS Našice • NS Osijek • NS Valpovo |                                                                             |